# 高取町立高取中学校
高取町立高取中学校（たかとりちょうりつたかとりちゅうがっこう）は、奈良県高市郡高取町にある公立中学校である。

## 概要
高取町にある唯一の中学校である。

## 沿革

### 奈良県高市郡高取町立高取中学校
- 1947年（昭和22年）４月22日 - 高取町立高取中学校開校式挙式を行う
- 1951年（昭和26年）12月17日 - 新校舎竣工につき移転
- 1952年（昭和27年）１月15日 - 新校舎落成式挙行
- 1954年（昭和29年）10月1日 - 高取町・船倉村・越智岡村とが合併し、高取町が設置される。これにより'奈良県高市郡高取町立高取中学校となる

### 奈良県高市郡高取町立育成中学校
- 1947年（昭和22年）４月22日 - 高市郡組合立育成中学校開校式挙行
- 1952年（昭和27年）３月24日　- 新館落成式挙行
- 1954年（昭和29年）10月1日 -高取町・船倉村・越智岡村とが合併し、高取町が設置される。これにより奈良県高市郡高取町立育成中学校となる

### 高取町立高取中学校
- 1965年（昭和40年）４月1日 - 奈良県高市郡高取町立高取中学校と奈良県高市郡高取町立育成中学校が廃校し、高取町立高取中学校が開校する
- 1965年（昭和40年）11月30日 - 新校舎起工式挙式
- 1967年（昭和42年）４月1日 - 高取中学校開校式挙行
- 1981年（昭和56年）11月19日 - 保健体育研究指導について文部省に表彰される
- 1989年（平成元年）4月1日 - ボランティア活動協力校指定（３ヶ年）
- 2002年（平成14年）3月29日 - 文科省・県教委指定保健体育研究について奈良県教育委員会より表彰される
- 2002年（平成14年）10月17日 - 平成14年度全国学校体育研究優良校として財団法人日本学校体育研究連合会より表彰される
- 2012年（平成24年）12月4日 - 平成24年度全国中学生人権作文コンテストにて法務省人権擁護局・全国人権擁護委員連合会より表彰される
- 2013年（平成25年）1月25日 - 平成24年度教育助成事業学校教育の部にて東京海上日動教育振興基金より表彰される